# Paszport nansenowski

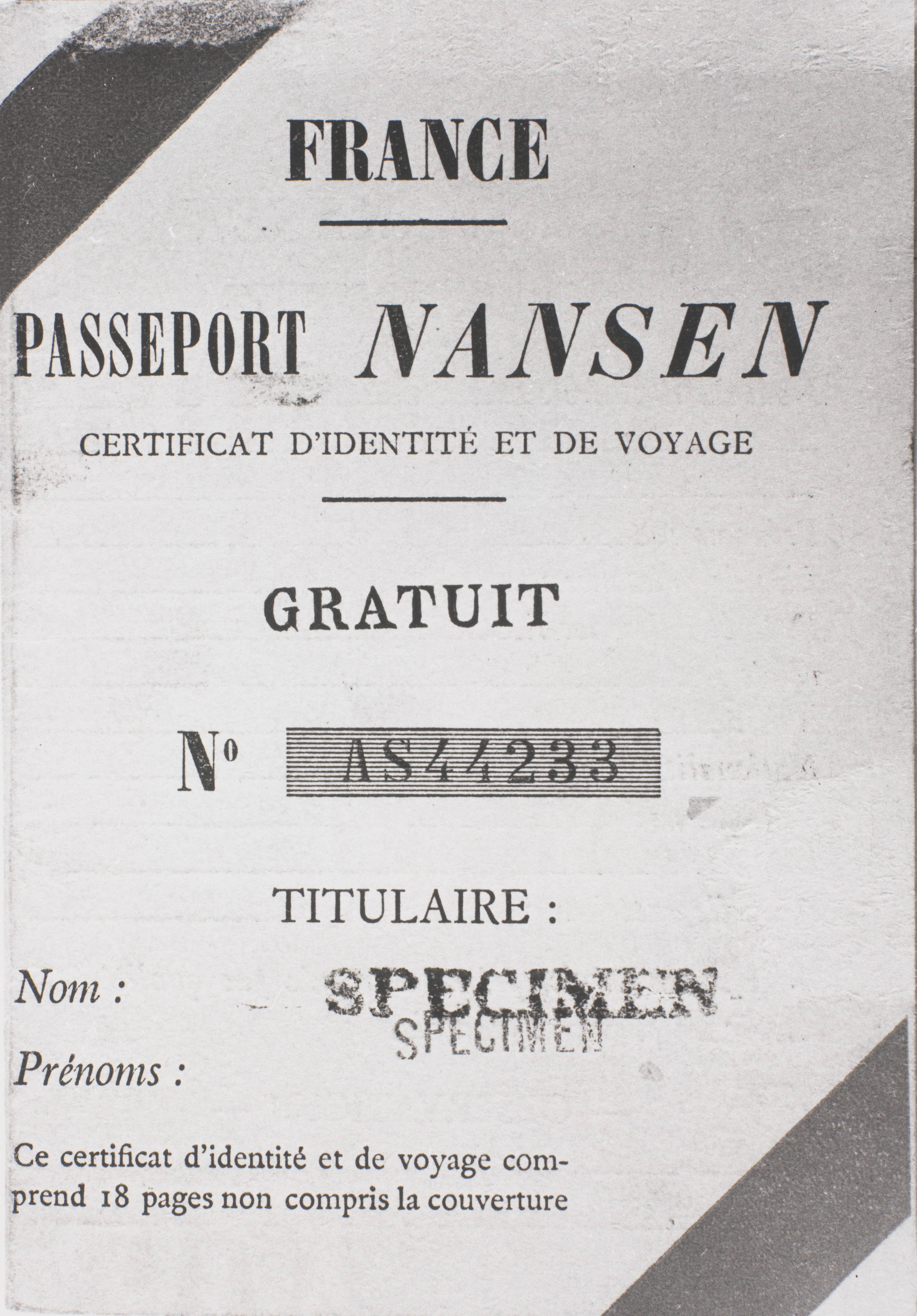

Paszport nansenowski – międzynarodowy dokument tożsamości wydawany w okresie międzywojennym uchodźcom i bezpaństwowcom przez państwa ich pobytu.
Wprowadzony został w 1922 roku z inicjatywy Fridtjofa Nansena.

## Historia
W okresie międzywojennym wydawane były uchodźcom przez władze kraju, w którym aktualnie dany uchodźca przebywał. W 1921 wobec zjawiska masowego uchodźstwa z Rosji po rewolucji październikowej rezolucją Ligi Narodów z 27 czerwca powstał Urząd Wysokiego Komisarza ds. Uchodźców Rosyjskich w Europie. 20 sierpnia 1921 komisarzem został mianowany Fridtjof Nansen, a urząd starał się pomóc uchodźcom poprzez koordynowanie pomocy dla nich. Dzięki jego staraniom 5 lipca 1922 zostało przyjęte porozumienie genewskie. Na jego podstawie uchodźcy rosyjscy mieli możliwość otrzymania specjalnych dokumentów podróży, tak aby mogli wyjechać z krajów, w których schronili się i zamieszkać w innych państwach. Przyjmuje się, że dekretem Lenina praw obywatelskich zostało pozbawionych około 800 tys. osób. W 1924 prawo do dokumentu podróżnego rozszerzono na uchodźców ormiańskich. Układ z 1926 określił zasady wystawiania dokumentów tożsamości rosyjskim i ormiańskim uchodźcom. Podano w nim definicję uchodźcy, zapisując, że jest to osoba, która nie ma ochrony ze strony kraju, w którym dotychczas mieszkała i równocześnie nie posiada obywatelstwa innego kraju.
W 1927 podczas III Ogólnej Konferencji Komunikacji i Tranzytu prawo do otrzymania paszportu otrzymali wszyscy uchodźcy i apatrydzi. Biuro Wysokiego Komisarza zostało w 1930 po śmierci Nansena przekształcone w Międzynarodowe Nansenowskie Biuro ds. Uchodźców. Pomagało ono uchodźcom w znalezieniu mieszkania i pracy. Zlikwidowano je w 1938, powołując Urząd Wysokiego Komisarza ds. Uchodźców. Miał on realizować zadania Urzędu Nansena i Wysokiego Komisarza zajmującego się uchodźcami z Niemiec. Istniał on do 1946, ale nie udzielał pomocy podczas II wojny światowej.
Porozumienie genewskie w 1922 zostało uznawane przez państwa należące do Ligi. W 1923 uznawało je 39, a w 1943 – już 52 państwa. Paszport nansenowski wydawano do 1938, tj. do momentu likwidacji Nansenowskiego Biura ds. Uchodźców. Przyjmuje się, że w okresie obowiązywania otrzymało go 450 tys. osób.

## Znani posiadacze
- Robert Capa
- Marc Chagall
- Aleksandr Galicz
- Alexander Grothendieck
- Georgij Gurdżijew
- Vladimir Nabokov
- Aristotelis Onasis
- Anna Pawłowa
- Grzegorz Peradze[5]
- Jadwiga Piłsudska
- Siergiej Rachmaninow
- Menachem Mendel Schneerson
- Igor Strawinski
- Zuzanna Ginczanka[6]